# Bilyky
Bilyky (ukrainien : Білики, russe : Белики) est une commune urbaine de l'oblast de Poltava, en Ukraine. Elle compte 4 792 habitants en 2021.